# أليكس ماريتش
أليكس ماريتش (بالإنجليزية: Aleks Marić)‏ مواليد 22 أكتوبر 1984 في سيدني، هو لاعب كرة سلة أسترالي. بدأ مسيرته الاحترافية في سنة 2008. يلعب في الدوري الإسباني لكرة السلة كلاعب وسط. يبلغ طوله 6 قدم 11 بوصة (2.1 م). مثّل منتخب بلاده. شارك في دورة الألعاب الأولمبية الصيفية سنة 2012.

## المسيرة الاحترافية
لعب مع غرناطة في موسم 2008–2009، ثم لعب مع بارتيزان في موسم 2009–2010، ثم لعب مع باناثينايكوس من سنة 2010 إلى 2012، ثم لعب مع لوكوموتيف كوبان في الدوري الروسي من سنة 2012 إلى 2014، ثم لعب مع مكابي تل أبيب لكرة السلة في سنة 2014، ثم لعب مع غلطة سراي لكرة السلة في الدوري التركي في موسم 2014–2015، ثم لعب مع سي بي غران كناريا في الدوري الإسباني في سنة 2015، ثم لعب مع بودوشنوست في موسم 2015–2016.

## سجل المنافسة
شارك في المنافسات التالية:
- الألعاب الأولمبية الصيفية 2012
- بطولة أمم أوقيانوسيا لكرة السلة 2011

## إحصائيات المسيرة
| † | يشير إلى المواسم التي فاز فيها بالبطولة |
|   | تصدر الدوري                             |

### الدوري الأوروبي
| السنة    | الفريق                       | لعب | بدأ | دقيقة | ميداني% | ثلاثية | حرة   | ارتداد | صنع | استلاب | تصدي | نقطة | أداء |
| -------- | ---------------------------- | --- | --- | ----- | ------- | ------ | ----- | ------ | --- | ------ | ---- | ---- | ---- |
| 2009–10  | نادي بارتيزان لكرة السلة     | 18  | 9   | 25.5  | .607    | .000   | .648  | 8.4    | 1.2 | 1.2    | .6   | 14.6 | 21.1 |
| 2010–11† | نادي باناثينايكوس لكرة السلة | 8   | 0   | 7.6   | .556    | .000   | .667  | 3.5    | 1.0 | .6     | .4   | 3.5  | 6.3  |
| 2011–12  | نادي باناثينايكوس لكرة السلة | 22  | 9   | 7.1   | .673    | .000   | .560  | 2.5    | .1  | .5     | .1   | 3.6  | 4.9  |
| 2013–14  | لوكوموتيف كوبان              | 23  | 10  | 17.2  | .602    | .000   | .588  | 3.6    | 1.0 | .8     | .6   | 6.1  | 8.0  |
| 2014–15  | مكابي تل أبيب لكرة السلة     | 8   | 2   | 8.8   | .571    | .000   | 1.000 | 2.3    | .5  | .1     | .4   | 2.3  | 3.9  |
| 2014–15  | غلطة سراي لكرة السلة         | 7   | 2   | 10.0  | .385    | .000   | .500  | 2.9    | .7  | .1     | .0   | 1.7  | 2.3  |
| المسيرة  |                              | 86  | 32  | 14.1  | .603    | .000   | .625  | 4.1    | .7  | .7     | .4   | 6.3  | 9.0  |

## روابط خارجية
- أليكس ماريتش على موقع الاتحاد الدولي لكرة السلة (الإنجليزية)
- أليكس ماريتش على موقع الدوري الأوروبي لكرة السلة (الإنجليزية)
- أليكس ماريتش على موقع الدوري الإسباني لكرة السلة (الإسبانية)
- أليكس ماريتش على موقع كرة السلة الأوروبية.كوم (الإنجليزية)
- أليكس ماريتش على موقع كلية كرة السلة في سبورتس رفرنس.كوم (الإنجليزية)
- أليكس ماريتش على موقع ريلجم (الإنجليزية)
- أليكس ماريتش على موقع بروبوليرز (الإنجليزية)
- أليكس ماريتش على موقع سبورتس رفرنس (الإنجليزية)
- أليكس ماريتش على موقع اللجنة الأولمبية الدولية (الإنجليزية)
- أليكس ماريتش على موقع أوليمبيديا (الإنجليزية)